# Сафонов Василь Ілліч
Василь Ілліч Сафонов (25 січня [6 лютого] 1852, станиця Іщерська, Терська область — 14 [27] лютого 1918, Кисловодськ) — російський диригент, піаніст, педагог, директор Московської консерваторії в 1889—1905.